# Юшков, Геннадий Анатольевич
Генна́дий Анато́льевич Юшко́в (коми Толь Гень Юшков; 14 марта 1932, Красная, Сыктывдинский район, Коми АО, СССР — 20 мая 2009, Сыктывкар, Республика Коми, Россия) — советский и российский коми писатель, поэт и драматург. Заслуженный работник культуры Российской Федерации (2000).

## Биография
Геннадий Юшков родился в деревне Красная Сыктывдинского района Коми автономной области. Писательством он занялся после окончания средней школы, будучи работником Коми республиканского радиокомитета. Своё первое стихотворение он опубликовал в 1952 году в журнале «Войвыв кодзув» («Полярная звезда»).
В 1953-1958 годах Юшков учился в Литературном институте им. А. М. Горького в Москве. Окончив его, он стал литературным консультантом Союза писателей Коми республики, а потом — секретарём редакции журнала «Войвыв кодзув», заместителем председателя Правления Союза коми писателей. С 1978 по 1992 год он стоял во главе этого Союза.
В разные годы на сцене Коми республиканского драматического театра неоднократно ставились драматургические произведения Юшкова: спектакли «Макар Васька — сиктса зон», «Кодi сэки ловйöн колис», «Кыськö тай эмöсь», «Рытъя кыа бöрын», «Ён ныв», «Коми бал» и т. д.
Писатель ушёл из жизни в 2009 году в Сыктывкаре. Похоронен на сыктывкарском Краснозатонском кладбище. У него осталось трое детей, шестеро внуков, правнуки.
Произведения Юшкова переведены на русский язык и издаются центральными российскими издательствами.

## Награды и премии
- орден «Знак Почёта» (16.11.1984)
- Заслуженный работник культуры Российской Федерации (27.10.2000)
- Государственная премия Коми АССР им. И. А. Куратова (1974)
- Премия Союза писателей СССР
- Народный писатель Республики Коми (1991)
- Почётный гражданин Сыктывкара (2003)
- Почётный гражданин Республики Коми

## Некоторые произведения

### Повести
- «Пияна ош» («Медведица с медвежатами», 1969)
- «Иван-чай с белыми цветами» (1976)

### Сборники стихов
- «Медводдза сёрни» («Первый разговор», 1959)
- «Сӧстӧм дӧрӧм» («Чистая рубашка», 1965)
- «Сьӧлӧм петас» («Всходы сердца», 1967)

### Пьесы
- «Сизимӧд председатель» («Седьмой председатель», 1958)
- «Макар Васька — сиктса зон» («Макар Васька — сельский парень», 1963)
- «Бывают же такие» (1969)

### Романы
- «Чугра» (1981)
- «Рӧдвуж пас» («Родовой знак», 1988)
- «Бива» («Огниво», 1999)